# 奥洛塞加县
奧洛塞加縣（英語：Olosega County）是位於美屬薩摩亞馬努阿區的一個縣。 這是將之前的盧阿努縣一分為二的結果，另一個新創建的縣是奧富縣。它包含奧洛塞加和西里兩個村莊。

## 人口統計
奧洛塞加縣第一次的人口記錄始於1930年美國人口普查。它以前位於盧阿努縣境內。